# باجاج باکسر
باجاج باکسر (به انگلیسی: Bajaj Boxer) (به هندی: बजाज बॉक्सर) که با نام باجاج بوکسر نیز شناخته می‌شود، موتورسیکلت ساخت شرکت باجاج آتو هند است که سری BM آن در سه مدل BM125 ،BM150 و BM100 تولید شده است. باکسرهای تولیدی در ایران تنها مدل‌های BM125 و BM150 هستند که BM150 رواج بیشتری در ایران دارد.
این موتورسیکلت برای اولین بار در سال ۱۹۹۷ طی همکاری شرکت کاوازاکی و باجاج ساخته شد که در ابتدا نسخه 100cc آن به بازار معرفی شد. باکسر در ابتدای تولید خیلی زود به برند شاخص در این کلاس از موتورسیکلت‌ها تبدیل شد. در مناطق روستایی و نیمه شهری به دلیل عملکرد خوب در زمین‌های ناهموار و دوام آن، بیشترین محبوبیت را کسب کرد. باجاج توانست هر ماه ۵۰٫۰۰۰ باکسر بفروشد که برای تبدیل شدن به دومین برند پرفروش وسایل نقلیه دوچرخ و بزرگ‌ترین موتورسیکلت کلاس ابتدایی در هند کافی بود. باجاج در نهایت در سال ۲۰۰۴ تولید باکسر در هند را متوقف کرد و CT100 را جایگزین آن کرد اما خارج از هند در برخی از کشورها مانند ایران، همچنان باکسر تولید می‌شد. باکسر اکنون جای خود را به نسخه‌های به روز و جدیدتر خود یعنی سری CT باجاج در حجم موتورهای 110cc و 125cc داده است.

## باکسر در ایران
باکسر در ایران حدود سال ۱۳۹۰ وارد شد و توجه زیادی از موتورسواران شهری را به خود جلب کرد. این موتورسیکلت در ایران به دلیل گنجایش بالا به "موتور خانواده" و "موتور کار" مشهور شده است. رقیب اصلی باکسر در ایران سال های زیادی هوندا ۱۲۵ بود. اما اکنون شرکت های زیادی با واردات قطعات چینی، اقدام به تولید انواع "طرح باکسر" کرده اند که حتی امکانات بیشتری نسبت به نسخه اصلی باکسر داشته و فاقد برخی عیوب باکسر اصلی می‌باشند. اما همچنان کیفیت ساخت باکسر اصلی را دارا نمی‌باشند. 
مدل‌های رهرو، پیشرو، نامی، هانی، کویر، نیکتاز، دینو، لیفان، KLD، همتاز و… در ایران به عنوان طرح‌های مشابه این موتورسیکلت تولید می‌شوند.

## مدل‌ها

### باجاج باکسر سری BM
- BM 100
- BM 125
- BM 150

### باجاج CT
- CT 100 (توقف تولید)
- CT 110 (توقف تولید)
- CT 110 X
- CT 125